# Adé (département)
Pour les articles homonymes, voir Adé.
Le département d'Adé est un des cinq départements composant la province du Sila au Tchad. Son chef-lieu est Adé.

## Subdivisions
Le département d'Adé compte quatre sous-préfectures qui ont le statut de communes :
- Adé,

## Histoire
Le département d'Adé a été créé par l'ordonnance n° 038/PR/2018 portant création des unités administratives et des collectivités autonomes du 10 août 2018.

## Administration
Préfets d'Adé (depuis 2018)
- nd.